# XIII Mistrzostwa Świata w Lataniu Precyzyjnym
XIII Mistrzostwa Świata w Lataniu Precyzyjnym – zawody lotnicze Międzynarodowej Federacji Lotniczej (FAI) w lataniu precyzyjnym, organizowane w dniach 20-28 lutego 1999 w Hamilton w Nowej Zelandii. Zwyciężyli w nich indywidualnie i zespołowo zawodnicy polscy.

## Uczestnicy
W zawodach sklasyfikowano 78 zawodników
z 21 państw: Polski (5), Nowej Zelandii (5), Czech (5), RPA (5), Niemiec (5), Szwecji (5), Danii (5), Austrii (5), Szwajcarii (4), Norwegii (4), Chorwacji (4), Francji (4), Słowacji (4), Wielkiej Brytanii (4), Rosji (4), Węgier (3), Kanady (2), Holandii (2), Słowenii (1), Irlandii (1) i Litwy (1).
Najpopularniejszymi samolotami były Cessna 152/A152 i Cessna 150, w mniejszej ilości Cessna 172. Z powodu kłopotów z transportem sprzętu, ekipy używały samolotów wynajętych na miejscu - także polska ekipa latała na trzech nowozelandzkich PZL-104 Wilga (ZK-PZN, ZK-PZO, ZK-NEV). Wśród samolotów były też pojedyncze Piper Cherokee, Socata TB-9 Tampico i PZL-150 Koliber (ZK-RTB).. Warto zauważyć, że zawody odbywały się o nietypowej porze roku - w lutym, zamiast w lipcu, kiedy na południowej półkuli było lato.
W skład polskiej ekipy wchodziło 5 zawodników:
- Janusz Darocha
- Krzysztof Wieczorek
- Zbigniew Chrząszcz
- Ryszard Michalski
- Marek Kachaniak

## Przebieg
Oficjalne otwarcie miało miejsce 20 lutego 1999.
Czołowe wyniki pierwszej konkurencji nawigacyjnej:
1. Zbigniew Chrząszcz  Polska - 15 pkt
2. Ryszard Michalski  Polska - 33 pkt
3. Jiří Jakeš  Czechy - 67 pkt

Czołowe wyniki drugiej konkurencji nawigacyjnej:
1. Ryszard Michalski  Polska - 39 pkt
2. Janusz Darocha  Polska - 85 pkt
3. László Bódis  Węgry - 110 pkt
4. Jiří Filip  Czechy - 128 pkt

Konkurencja precyzji lądowania (24 lutego):
1. Želimir Trifunović  Chorwacja - 12 pkt (tytuł mistrza świata w precyzyjnym lądowaniu)

2. Daroish Kraidy  Nowa Zelandia - 20 pkt

2. Robert Verbančič  Słowenia - 20 pkt

## Wyniki

### Indywidualnie
| #   | Pilot               | Państwo       | Typ samolotu | Punkty karne za: nawigację + rozpoznanie + lądowania = ogółem | Punkty karne za: nawigację + rozpoznanie + lądowania = ogółem | Punkty karne za: nawigację + rozpoznanie + lądowania = ogółem | Punkty karne za: nawigację + rozpoznanie + lądowania = ogółem |
| 1.  | Janusz Darocha      | Polska        | PZL Wilga 35 | 79                                                            | 90                                                            | 74                                                            | = 243                                                         |
| 2.  | Daroish Kraidy      | Nowa Zelandia | Cessna 152 ? | 97                                                            | 160                                                           | 20                                                            | = 277                                                         |
| 3.  | Jiří Jakeš          | Czechy        | Cessna 152 ? | 87                                                            | 160                                                           | 73                                                            | = 320                                                         |
| 4.  | Ryszard Michalski   | Polska        | PZL Wilga 35 | 72                                                            | 0                                                             | 249                                                           | = 321                                                         |
| 5.  | László Bódis        | Węgry         | ?            | 69                                                            | 160                                                           | 99                                                            | = 328                                                         |
| 6.  | Jiří Filip          | Czechy        | Cessna 152 ? | 114                                                           | 160                                                           | 74                                                            | = 348                                                         |
| 7.  | Krzysztof Wieczorek | Polska        | PZL Wilga 35 | 129                                                           | 140                                                           | 85                                                            | = 354                                                         |
| 8.  | Gregory Ward        | Nowa Zelandia | Cessna 152 ? | 174                                                           | 160                                                           | 33                                                            | = 367                                                         |
| 9.  | Werner Unold        | SUI           | Cessna 152 ? | 108                                                           | 200                                                           | 69                                                            | = 377                                                         |
| 10. | Adrian Pilling      | RPA           | Cessna 152 ? | 198                                                           | 180                                                           | 49                                                            | = 427                                                         |

Pozostałe miejsca polskich zawodników:
| #   | Pilot              | Państwo | Typ samolotu | Punkty karne za: nawigację + rozpoznanie + lądowania = ogółem | Punkty karne za: nawigację + rozpoznanie + lądowania = ogółem | Punkty karne za: nawigację + rozpoznanie + lądowania = ogółem | Punkty karne za: nawigację + rozpoznanie + lądowania = ogółem |
| 13. | Zbigniew Chrząszcz | Polska  | PZL Wilga 35 | 90                                                            | 130                                                           | 221                                                           | = 441                                                         |
| 18. | Marek Kachaniak    | Polska  | PZL Wilga 35 | 262                                                           | 140                                                           | 122                                                           | = 524                                                         |

### Zespołowo
Liczba punktów karnych i miejsce trzech najlepszych pilotów:
1. Polska  – 918 pkt karnych
  1. Janusz Darocha - 243 pkt, #1
  2. Ryszard Michalski - 321 pkt, #4
  3. Krzysztof Wieczorek - 354 pkt, #7
2. Nowa Zelandia  – 1150 pkt
  1. Daroish Kraidy - 277 pkt, #2
  2. Gregory Ward - 367 pkt, #8
  3. Gordon Hughes - 506 pkt, #17
3. Czechy  – 1199 pkt
  1. Jiří Jakeš - 320 pkt, #3
  2. Jiří Filip - 348 pkt, #6
  3. Miloš Fiala - 531 pkt, #19
4. Norwegia - 1345 pkt
5. Południowa Afryka - 1511 pkt
6. Niemcy - 1900 pkt
7. Węgry - 1902 pkt
8. Szwecja - 2113 pkt
9. Szwajcaria – 2119 pkt
10. Chorwacja - 2119 pkt
11. Dania - 2222 pkt
12. Francja - 2287 pkt
13. Austria - 2346 pkt
14. Słowacja - 2773 pkt
15. Wielka Brytania - 3359 pkt
16. Rosja - 5910 pkt